# Coordinadora Mercantil
Coordinadora Mercantil S.A, conocida simplemente como Coordinadora. es una empresa de transporte de paquetes y operador logístico colombiano. Fue fundada el 10 de febrero de 1967 en Medellín, 
Es la empresa de transporte de envió de paquetes más antigua de Colombia.

## Historia
La empresa fue fundada por Aníbal Obando Echeverri (abuelo de Sebastián Yatra) como respuesta a la necesidad de hacer llegar medicamentos a los hospitales y boticas del país en menos de 24 horas y sin depender de las flotas de buses, el 10 de febrero de 1967 a las 4:00 pm se entregó el primer paquete de Coordinadora. La empresa en un inicio solo operaba en Antioquia y el Eje Cafetero.
-En 1972 la sede de la empresa se traslada a un costado del cerro Nutibara, donde hoy está uno de los principales centros logísticos de la compañía.

## Operaciones
Además de ofrecer servicios de correo nacional e internacional y transporte de carga tipo courier, Coordinadora Mercantil también proporciona soluciones complementarias como servicios de pago contra entrega, gestión documental y logística para comercio electrónico. La empresa cuenta con una amplia flota de vehículos para el transporte de mercancías —una de sus principales líneas de operación, así como centros de distribución y plataformas tecnológicas que permiten el intercambio electrónico de datos (EDI), integración vía servicio web y contratos de crédito para financiación de capital de trabajo.